# Demografia religiosa d'Italia

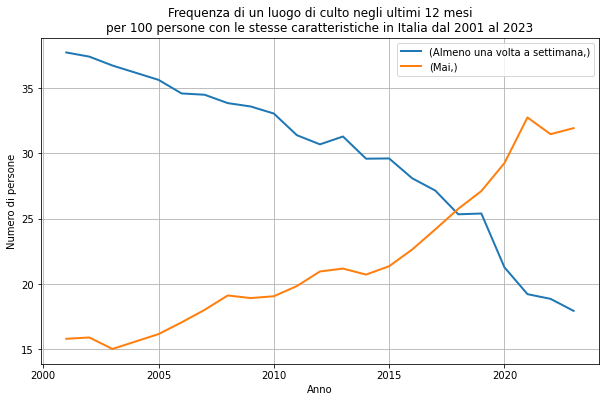
Fonte:[http://dati.istat.it/index.aspx?queryid=24349 Istat

Affiliazione al cattolicesimo in Italia per macroregioni statistiche (analisi demoscopica Doxa 2019). Notevole la differenza tra le regioni del nord e il resto d'Italia.

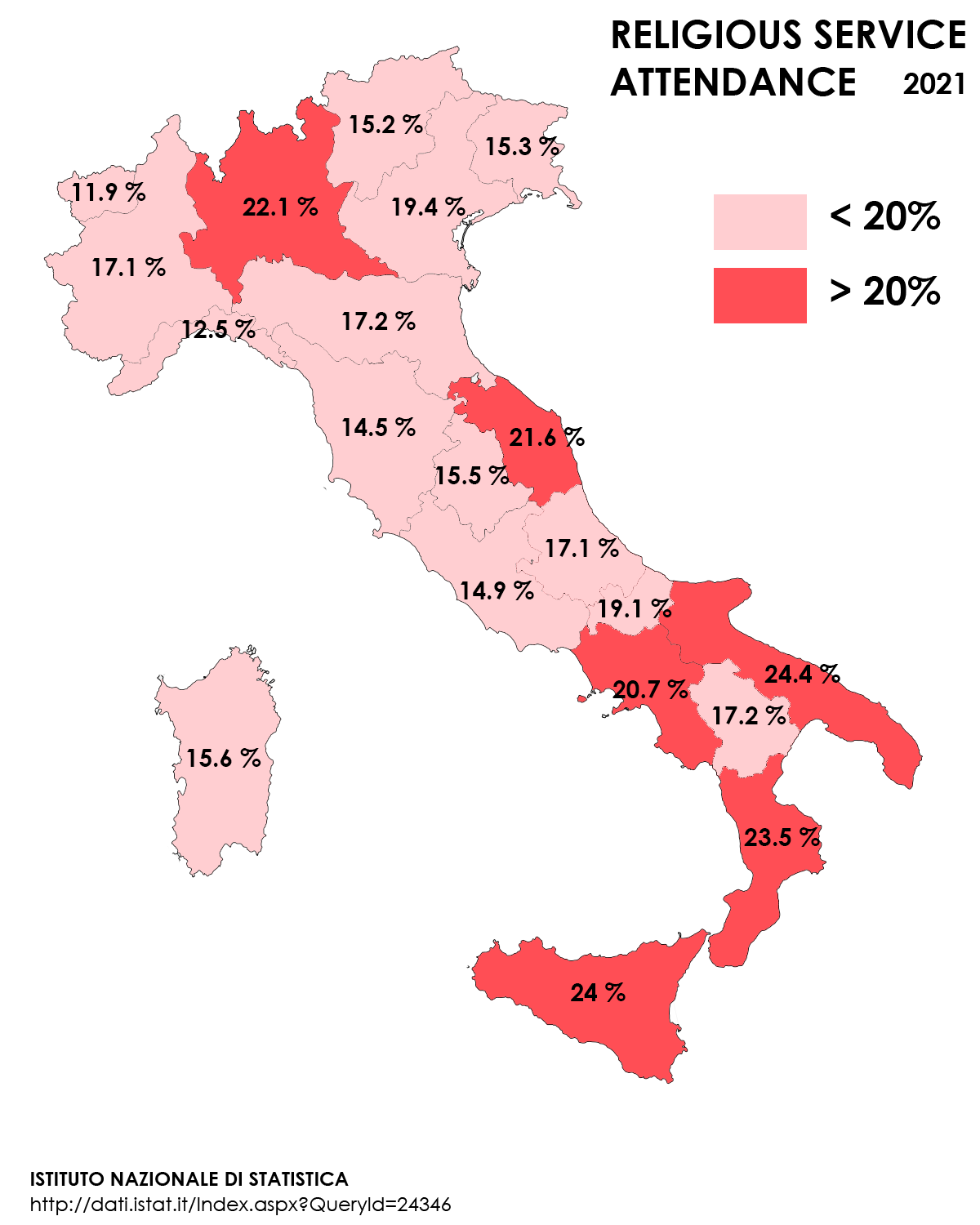
Frequentazione delle funzioni religiose almeno una volta a settimana per regione.

Secondo rilevamenti statistici Ipsos, nel 2023 il 61% degli italiani (pari a circa 35 milioni di persone) si dichiarava cattolico; il 7% (circa 4 milioni) affiliato ad altre denominazioni cristiane; il 2% ad altre religioni; il 28% (circa 16 milioni) irreligioso; mentre il 2% preferiva non rispondere. Secondo rilevamenti statistici della stessa Ipsos, nel 2017 il 74,4% degli italiani (pari a circa 45 milioni di persone) si dichiarava cattolico; seguivano i non religiosi e i credenti senza religione, complessivamente rappresentanti il 22,6% (pari a circa 13 milioni di persone).

## Credenti e non credenti
██ Credenti (84,4%)
██ Non credenti (15,6%)
Secondo lo European Values Study del 2018 l'84,4% degli italiani affermava di credere in qualche dio, mentre il 15,6% dichiarava il contrario.
L'indagine di Eurobarometro del 2010 ha rilevato che il 74% dei cittadini italiani afferma di "credere che esista un qualche dio", il 20% "crede che esista una sorta di spirito o di forza vitale", mentre il 6% risponde di "non credere che esista alcuna spirito, dio o forza vitale".

## Appartenenza a una religione
Riguardo alle statistiche sulle religioni presenti in Italia si rileva una incertezza nei calcoli, dovuta al fatto che i numeri dei credenti vengono spesso elaborati sulla base dell'ufficialità dell'adesione alle varie religioni attraverso riti quali per esempio il battesimo; questo metodo non tiene conto però di chi abbandona in seguito quella particolare professione di fede o di chi professa apertamente l'ateismo.
Le serie storiche di rilevazioni demografiche sono concordi nel mostrare un trend di diminuzione dei cristiani cattolici, più marcato negli ultimi anni, a favore di altre religioni e di posizioni irreligiose; andamento che alcune proiezioni statistiche ipotizzano continuerà anche nei prossimi decenni.

### Ipsos (2007-2017)
| Gruppo religioso o non | 2007 | 2008 | 2009 | 2010 | 2011 | 2012 | 2013 | 2014 | 2015 | 2016 | 2017 |
| ---------------------- | ---- | ---- | ---- | ---- | ---- | ---- | ---- | ---- | ---- | ---- | ---- |
| Cattolicesimo          | 85,4 | 87,0 | 84,0 | 83,2 | 81,9 | 80,7 | 81,0 | 80,2 | 78,4 | 77,0 | 74,4 |
| Non religiosi          | 13,0 | 11,4 | 14,2 | 14,5 | 15,6 | 16,8 | 16,5 | 17,2 | 18,9 | 20,1 | 22,6 |
| Altro                  | 1,6  | 1,6  | 1,8  | 2,3  | 2,5  | 2,5  | 2,5  | 2,6  | 2,7  | 2,9  | 3,0  |

Secondo un sondaggio condotto da Ipsos su un campione di circa 60.000 persone, nel 2017 il 74,4% degli italiani erano cattolici (con il 27,0% di praticanti settimanali), il 22,6% erano non religiosi, e il 3,0% erano aderenti ad altre religioni.

### Doxa (2019)
| Gruppo religioso o non | 2014  | 2019  |
| ---------------------- | ----- | ----- |
| Cattolicesimo          | 74,1% | 66,7% |
| Atei e agnostici       | 10,3% | 15,3% |
| Altro e non dichiarato | 15,6% | 18%   |

Secondo un sondaggio condotto da Doxa nel 2019 il 66,7% (74,1% nel 2014) degli italiani si dichiaravano cattolici, il 5,2% credenti in altre religioni, il 10,1% credenti senza religione precisa, e il 15,3% (10,3% nel 2014) atei e agnostici (9% atei e 6,3% agnostici). Il nord-ovest d'Italia era l'area meno cattolica della penisola: i cattolici erano il 49,2%, mentre atei e agnostici il 28,5%. Al contrario, l'area più cattolica della penisola era il sud, dove il 78,5% si definiva cattolico, mentre atei e agnostici erano il 7,5%. Nella fascia della popolazione italiana tra i 15 e i 34 anni i cattolici erano poco più del 50%, mentre atei e agnostici superavano complessivamente il 22%; al contrario, tra i 65enni e oltre i cattolici rappresentavano il 76,9% e atei e agnostici una percentuale molto ridotta. I cattolici erano il 50% della fascia di popolazione laureata, mentre la proporzione di cattolici sul totale saliva all'87,6% nella fascia di popolazione con licenza elementare.

### SWG (2019-2021)
| Gruppo religioso o non   | 2019 | 2020 | 2021 |
| ------------------------ | ---- | ---- | ---- |
| Cattolicesimo            | 62%  | 53%  | 50%  |
| Altre religioni          | 11%  | 14%  | 17%  |
| Credenti senza religione | 5%   | 7%   | 8%   |
| Ateismo                  | 18%  | 23%  | 20%  |
| Agnosticismo             | 4%   | 3%   | 5%   |

Un ciclo di sondaggi annuali condotti da SWG nel 2019, 2020 e 2021 rilevava che i cattolici erano rispettivamente nei tre anni il 62%, il 53% e il 50%, con una netta diminuzione tra il 2019 e il 2020; altre religioni aumentavano dall'11% al 14% e al 17%; i credenti in entità superiori senza religione precisa aumentavano dal 5% al 7% e all'8%; i non religiosi passavano dal 18% al 23% e al 20%; e quelli che non esprimevano alcuna opinione passavano dal 4% al 3% e al 5%.

### Eurobarometro (2021)
|                            |        | Genere | Genere | Età   | Età   | Età   | Età | Orientamento politico | Orientamento politico | Orientamento politico |
| Gruppo religioso o non     | Totale | Donne  | Uomini | 15-24 | 25-39 | 40-54 | 55+ | Sinistra              | Centro                | Destra                |
| -------------------------- | ------ | ------ | ------ | ----- | ----- | ----- | --- | --------------------- | --------------------- | --------------------- |
| Cristianesimo              | 84%    | 87%    | 82%    | 73%   | 76%   | 82%   | 92% | 83%                   | 89%                   | 82%                   |
| - Cattolicesimo            | 79%    | 82%    | 77%    | 65%   | 68%   | 77%   | 89% | 77%                   | 83%                   | 79%                   |
| - Cristianesimo ortodosso  | 4%     | 3%     | 4%     | 3%    | 6%    | 4%    | 2%  | 5%                    | 4%                    | 3%                    |
| - Altri cristiani          | 1%     | 2%     | 1%     | 5%    | 2%    | 1%    | 1%  | 1%                    | 2%                    | 0%                    |
| Altre religioni            | 3%     | 2%     | 4%     | 5%    | 6%    | 5%    | 0%  | 1%                    | 2%                    | 7%                    |
| Non religiosi/Agnosticismo | 8%     | 6%     | 9%     | 16%   | 9%    | 8%    | 4%  | 9%                    | 6%                    | 8%                    |
| Ateismo                    | 4%     | 4%     | 4%     | 5%    | 7%    | 4%    | 3%  | 7%                    | 3%                    | 3%                    |
| Senza indicazione          | 1%     | 1%     | 1%     | 1%    | 2%    | 1%    | 1%  | 0%                    | 0%                    | 0%                    |

Secondo il sondaggio dell'Eurobarometro 2021 il cattolicesimo era la religione del 79% degli italiani (89% nella fascia d'età 55+ e 65% nella fascia d'età 15–24), il cristianesimo ortodosso del 4% (2% e 3%), altri tipi di cristianesimo dell'1% (1% e 5%), altre religioni del 3% (0% e 5%), mentre erano agnostici l'8% degli italiani (4% e 16%), atei il 4% (3% e 5%), e non dichiaravano alcuna affiliazione l'1% degli italiani (1% tra i 55+ e 1% tra i 15–24enni).

### BiDiMedia (2021)
Secondo un sondaggio condotto nel 2021 da BiDiMedia sugli orientamenti religiosi incrociati con quelli politici degli italiani, il 60% dei maggiorenni italiani si dichiaravano cattolici (37% non praticanti, 23% praticanti), il 14% atei, l'11% agnostici, il 5% credenti senza religione, il 5% credenti in altre religioni, mentre il 5% non dava una risposta precisa.

### CESNUR (2022)
Secondo il rapporto CESNUR del 2022, il 4,2% dei cittadini italiani e il 10,6% dei residenti in Italia professavano una religione minoritaria.
| Religione / denominazione                             | Cittadini italiani (53.789.453) | Cittadini italiani (53.789.453) | Stranieri residenti (5.193.669) | Stranieri residenti (5.193.669) | Popolazione totale (58.983.122) | Popolazione totale (58.983.122) |
| Religione / denominazione                             | Membri                          | %                               | Membri                          | %                               | Membri                          | %                               |
| ----------------------------------------------------- | ------------------------------- | ------------------------------- | ------------------------------- | ------------------------------- | ------------------------------- | ------------------------------- |
| Cattolici                                             | n.d.                            | n.d.                            | 913.000                         | 17,6                            | n.a.                            | n.a.                            |
| Cattolici “di frangia” e "dissidenti"                 | 24.500                          | 0,05                            | n.d.                            | n.d.                            | n.d.                            | n.d.                            |
| Ortodossi e Ortodossi orientali                       | 415.000                         | 0,77                            | 1.403.000                       | 27,01                           | 1.818.000                       | 3,08                            |
| Protestanti                                           | 385.000                         | 0,72                            | 225.000                         | 4,34                            | 610.000                         | 1,03                            |
| - Protestanti "storici"                               | 71.000                          | 0,13                            | n.d.                            | n.d.                            | n.d.                            | n.d.                            |
| - Movimento di Restaurazione                          | 5.500                           | 0,01                            | n.d.                            | n.d.                            | n.d.                            | n.d.                            |
| - Movimento dei Fratelli                              | 23.500                          | 0,04                            | n.d.                            | n.d.                            | n.d.                            | n.d.                            |
| - Chiese libere (non pentecostali), Holiness Movement | 10.000                          | 0,02                            | n.d.                            | n.d.                            | n.d.                            | n.d.                            |
| - Pentecostali                                        | 253.000                         | 0,47                            | n.d.                            | n.d.                            | n.d.                            | n.d.                            |
| - Avventisti                                          | 19.500                          | 0,04                            | n.d.                            | n.d.                            | n.d.                            | n.d.                            |
| - Altri gruppi protestanti                            | 2.500                           | -                               | n.d.                            | n.d.                            | n.d.                            | n.d.                            |
| Testimoni di Geova e assimilati                       | 420.000                         | 0,78                            | n.d.                            | n.d.                            | n.d.                            | n.d.                            |
| Mormoni e assimilati                                  | 28.000                          | 0,05                            | n.d.                            | n.d.                            | n.d.                            | n.d.                            |
| Altri gruppi di derivazione cristiana                 | 10.000                          | 0,02                            | 42.000                          | 0,81                            | 52.000                          | 0,09                            |
| Ebrei                                                 | 36.400                          | 0,07                            | 5.000                           | 0,10                            | 41.400                          | 0,07                            |
| Musulmani                                             | 528.000                         | 0,98                            | 1.769.000                       | 34,06                           | 2.297.000                       | 3,89                            |
| Bahai e altri gruppi di origine islamica              | 4.500                           | 0,01                            | n.d.                            | n.d.                            | n.d.                            | n.d.                            |
| Buddhisti                                             | 217.000                         | 0,40                            | 125.000                         | 2,41                            | 342.000                         | 0,58                            |
| Induisti e neoinduisti                                | 55.000                          | 0,10                            | 167.000                         | 3,22                            | 222.000                         | 0,38                            |
| Sikh, radhasoami e gruppi derivati                    | 24.000                          | 0,04                            | n.d.                            | n.d.                            | n.d.                            | n.d.                            |
| Gruppi di Osho e gruppi derivati                      | 4.000                           | 0,01                            | n.d.                            | n.d.                            | n.d.                            | n.d.                            |
| Nuove religioni giapponesi                            | 3.800                           | 0,01                            | n.d.                            | n.d.                            | n.d.                            | n.d.                            |
| Altre religioni orientali                             | 8.000                           | 0,01                            | 95.000                          | 1,83                            | 103.000                         |                                 |
| Religioni tradizionali                                | -                               | -                               | 70.000                          | 1,35                            | 70.000                          | 0,12                            |
| Gruppi esoterici                                      | 16.800                          | 0,03                            | n.d.                            | n.d.                            | n.d.                            | n.d.                            |
| - Neopagani, neosciamanici, Wicca                     | 3.200                           | 0,01                            | n.d.                            | n.d.                            | n.d.                            | n.d.                            |
| - Rosacroce                                           | 2.100                           | -                               | n.d.                            | n.d.                            | n.d.                            | n.d.                            |
| - Martinisti, kremmerziani, magia cerimoniale         | 2.000                           | -                               | n.d.                            | n.d.                            | n.d.                            | n.d.                            |
| - Neotemplari                                         | 850                             | -                               | n.d.                            | n.d.                            | n.d.                            | n.d.                            |
| - Gruppi teosofici e derivati                         | 3.100                           | 0,01                            | n.d.                            | n.d.                            | n.d.                            | n.d.                            |
| - Fraternità universali                               | 700                             | -                               | n.d.                            | n.d.                            | n.d.                            | n.d.                            |
| - Spiritismo organizzato                              | 1.000                           | -                               | n.d.                            | n.d.                            | n.d.                            | n.d.                            |
| - Movimenti dei dischi volanti                        | 1.000                           | -                               | n.d.                            | n.d.                            | n.d.                            | n.d.                            |
| - Chiese e movimenti gnostici                         | 1.500                           | -                               | n.d.                            | n.d.                            | n.d.                            | n.d.                            |
| - Satanismo organizzato                               | 350                             | -                               | n.d.                            | n.d.                            | n.d.                            | n.d.                            |
| - Altri gruppi esoterici                              | 1.000                           | -                               | n.d.                            | n.d.                            | n.d.                            | n.d.                            |
| Movimenti New Age e Next Age                          | 20.000                          | 0,04                            | n.d.                            | n.d.                            | n.d.                            | n.d.                            |
| Movimenti del potenziale umano                        | 30.000                          | 0,06                            | n.d.                            | n.d.                            | n.d.                            | n.d.                            |
| Altri gruppi religiosi                                | 18.000                          | 0,03                            | 90.000                          | 1,73                            | 108.000                         | 0,18                            |
| Atei e agnostici                                      | n.d.                            | n.d.                            | 267.000                         | 5,14                            | n.d.                            | n.d.                            |

## Pratica religiosa
██ Partecipazione settimanale a funzioni religiose (21,2%)
██ Nessuna partecipazione a funzioni religiose (29%)
██ Partecipazione saltuaria a funzioni religiose (49,8%)
La pratica religiosa è più elevata in Italia rispetto ad altri paesi dell'Europa occidentale, sebbene in calo. L'Istituto nazionale di statistica (ISTAT) italiano nel 2021 rilevava che il 21,2% della popolazione si recava settimanalmente in chiesa, sinagoga, moschea, tempio o altro luogo di culto. La quota di credenti praticanti risultava più elevata nel nelle isole (21,9%) e al sud (21,6%) rispetto al nord-ovest (19,8,8%), al nord-est (17,7%) e al centro (15,7%). Le regioni dove la pratica religiosa era più elevata erano la Puglia (24,4%) e la Sicilia (24%) e la Calabria (23,5%), quelle la più bassa erano invece la Valle d'Aosta (11,9%), la Provincia autonoma di Bolzano (11,9%) e la Liguria (12,5%).
Per quanto riguarda il dato riferito ai soli cattolici, secondo stime dell'Eurispes, i praticanti rappresentavano indicativamente circa il 36% degli italiani nel 2006, 33,1% nel 2014, 25,4% nel 2016.
Nell'indagine Gallup del 2008-2009, il 72% degli italiani ha risposto positivamente alla domanda "la religione è importante nella vostra vita quotidiana?".

## Impatto dei flussi migratori
I fenomeni di immigrazione di cittadini stranieri in Italia, uniti ai cambiamenti demografici in atto (inverno demografico, denatalità e ripresa del fenomeno dell'emigrazione di cittadini italiani all'estero), hanno contribuito al cambiamento della distribuzione statistica delle appartenenze religiose negli ultimi decenni, comportando un aumento del pluralismo religioso nel paese.

### IDOS (2018-2021)
| Religione                 | 2021 | 2020 | 2019 | 2018 |
| ------------------------- | ---- | ---- | ---- | ---- |
| Cristiani                 | 51,7 | 51,9 | 52,2 | 52,6 |
| - Ortodossi               | 28,7 | 28,9 | 29,2 | 29,6 |
| - Cattolici               | 17,7 | 17,7 | 17,7 | 17,9 |
| - Protestanti             | 4,5  | 4,4  | 4,4  | 4,4  |
| - Altri cristiani         | 0,8  | 0,9  | 0,8  | 0,8  |
| Musulmani                 | 33,3 | 33,2 | 33,0 | 32,7 |
| Ebrei                     | 0,1  | 0,1  | 0,1  | 0,1  |
| Buddhisti                 | 2,4  | 2,3  | 2,3  | 2,3  |
| Induisti                  | 3,1  | 3,1  | 3,0  | 3,0  |
| Altre religioni orientali | 1,7  | 1,7  | 1,6  | 1,6  |
| Religioni tradizionali    | 1,3  | 1,3  | 1,3  | 1,3  |
| Altre religioni           | 1,7  | 1,7  | 1,7  | 1,7  |
| Atei e agnostici          | 4,8  | 4,8  | 4,7  | 4,7  |

Secondo il Dossier Statistico Immigrazione del Centro Studi e Ricerche IDOS, nel 2021 gli stranieri residenti in Italia erano composti per il 51,7% da cristiani (dei quali: 55,6% ortodossi, 34,2% cattolici, 8,4% protestanti, 1,5% altri cristiani), per il 33,3% da musulmani, per lo 0,1% da ebrei, per 3,1% induisti, per il 2,4% da buddisti, per l'1,7% da altri. Secondo tale rapporto, gli stranieri atei e agnostici nel 2021 sarebbero stati invece il 4,8% mentre l'1,7% avrebbe praticato altre religioni orientali e il 1,3% religioni tradizionali.

### Caritas-Migrantes (2020-2021)
|                   | 2021 | 2021      | 2020 | 2020      |
| Religione         | %    | membri    | %    | membri    |
| ----------------- | ---- | --------- | ---- | --------- |
| Cristiani         | 56,2 | 2.900.000 | 54,1 | 2.900.000 |
| - Ortodossi       | 31,0 | 1.600.000 | 29,3 | 1.600.000 |
| - Cattolici       | 17,0 | 866.000   | 20,1 | 1.100.000 |
| - Protestanti     | 3,26 | 166.000   | 3,0  | 166.000   |
| - Copti           | 4,9  | 142.000   | 0,3  | 19.000    |
| - Altri cristiani | 4,9  | 142.000   | 1,3  | 68.000    |
| Musulmani         | 27,1 | 1.400.000 | 29,2 | 1.600.000 |
| Buddhisti         | 2,8  | 144.000   | 3,2  | 174.000   |
| Induisti          | 2,0  | 102.000   | 1,8  | 96.000    |
| Sikh              | 1,9  | 98.000    | 1,0  | 51.000    |
| Altre religioni   | 0,9  | 47.000    | 0,8  | 44.000    |
| Atei e agnostici  | 9,0  | 461.000   | 9,9  | 531.000   |

Secondo il Rapporto Immigrazione di Caritas e Fondazione Migrantes, nel 2021 il 56,2% degli stranieri residenti in Italia erano cristiani, dei quali il 57,5% ortodossi (31% sul totale), il 30,3% cattolici (17% sul totale) e il 5,8% protestanti (3,26% sul totale), il 27,1% musulmani, il 9% atei e agnostici, il 2,8% buddhisti, il 2% induisti, l'1,9% sikh e lo 0,9% di altre fedi.

### ISMU (2020-2021)
| Religione         | 2021 | 2020 |
| ----------------- | ---- | ---- |
| Cristiani         | 56,2 | 54,1 |
| - Ortodossi       | 32,3 | 29,3 |
| - Cattolici       | 17,0 | 20,1 |
| - Evangelici      | 3,3  | 3,1  |
| - Copti           | 0,6  | 0,3  |
| - Altri cristiani | 3,0  | 1,3  |
| Musulmani         | 27,1 | 29,2 |
| Buddhisti         | 1,8  | 3,2  |
| Induisti          | 2,0  | 2,0  |
| Sikh              | 1,9  | 1,0  |
| Altre religioni   | 0,9  | 0,8  |
| Non religiosi     | 9,0  | 9,9  |

Secondo le stime del Rapporto sulle migrazioni della Fondazione Ismu, nel 2021 i cristiani (prevalentemente ortodossi) rappresentavano il 56,2% della popolazione straniera residente, in aumento rispetto al 2020. I musulmani erano invece il 27,1%, contro il 29,2% dell'anno precedente.
I non religiosi costituivano invece il 9% della popolazione immigrata, in calo rispetto ai dodici mesi precedenti.

## Processi sociologici in atto
In Italia, come nel resto dell'Occidente, è da anni in corso un fenomeno di scristianizzazione, e di secolarizzazione in generale, della società, con una crescita del numero di non credenti e una flessione della pratica religiosa tra i credenti. È in aumento anche il numero dei credenti che non si riconoscono in nessuna religione.
Al tempo stesso, cresce la presenza di religioni tradizionalmente poco o per niente presenti nel paese, quali ad esempio Islam, Induismo, Protestantesimo e Cristianesimo ortodosso, portando ad un aumento del pluralismo religioso. 
Secondo alcune previsioni, questi trend proseguiranno nei prossimi anni
.
A questo fenomeno contribuisce anche l'immigrazione di cittadini stranieri in Italia, e i cambiamenti demografici in atto (inverno demografico, denatalità e ripresa del fenomeno dell'emigrazione di cittadini italiani all'estero).